# Glicolaldeide deidrogenasi
La glicolaldeide deidrogenasi è un enzima appartenente alla classe delle ossidoreduttasi, che catalizza la seguente reazione:
glicolaldeide + NAD+ + H2O ⇄ glicolato + NADH + 2 H+